# Bror Bügler
Bror Alexander Bügler, född 11 december 1908 i Vänersborgs församling i dåvarande Älvsborgs län, död 3 oktober 1975 i Skälderviken (Ängelholm), Barkåkra församling i dåvarande Kristianstads län, var en svensk skådespelare, manusförfattare, regissör och konstnär. 
Bror Bügler var son till bagaren Alexander Johansson och Elin Karolina Bygler.
Han studerade vid Dramatens elevskola 1927–1930 och var engagerad vid Dramaten fram till 1933. Han gick sedan över till filmen och knöts till Europafilm där han verkade som skådespelare och regissör. Bügler regisserade bland annat Livet på landet och Vart hjärta har sin saga med Edvard Persson. Sitt sista framträdande gjorde han som rollfiguren Gösta i Stellan Olssons TV-serie Julia och nattpappan från 1971. Han var under sina sista 20 år verksam som konstnär, med hästar och hundar som de vanligaste motiven.
Bror Bügler var 1937–1944 gift med Elsa Bengtsson (1905–1983), omgift Eng, dotter till grosshandlaren Oscar Bengtsson, Halmstad. Åren 1944–1958 var han gift med Wanda Gyllenstierna (1917–1982), dotter till legationsrådet, friherre Erik Gyllenstierna och Wanda Henriksson. Sista gången var han gift från 1958 till sin död med överläkaren Elisabeth Berg-Bügler (1905–1997). Han hade en son Erik Alexander Bügler (1948–1965) och en dotter Irma som bosatte sig i Frankrike.

## Filmografi
- 1937 – Klart till drabbning
- 1937 – O, en så'n natt!
- 1938 – Med folket för fosterlandet
- 1938 – Bara en trumpetare
- 1938 – En kvinnas ansikte
- 1938 – Fram för framgång
- 1938 – Goda vänner och trogna grannar
- 1939 – Rena rama sanningen
- 1939 – Kadettkamrater
- 1939 – Filmen om Emelie Högqvist
- 1939 – Cirkus
- 1940 – Stål
- 1940 – Stora famnen
- 1940 – Vi Masthuggspojkar
- 1941 – Gentlemannagangstern
- 1941 – Spökreportern
- 1941 – Första divisionen (film)
- 1941 – Ung dam med tur
- 1941 – Snapphanar
- 1942 – Sol över Klara
- 1942 – En äventyrare
- 1942 – En sjöman i frack
- 1942 – Kvinnan tar befälet
- 1943 – Elvira Madigan
- 1943 – En flicka för mej
- 1943 – Livet på landet
- 1951 – Dårskapens hus

### Regi
- 1943 – Livet på landet
- 1948 – Vart hjärta har sin saga
- 1953 – Flickan från Backafall

### Filmmanus
- 1943 – Livet på landet
- 1948 – Vart hjärta har sin saga

## Teater

### Roller (ej komplett)
| År   | Roll                                               | Produktion                                              | Regi            | Teater      |
| ---- | -------------------------------------------------- | ------------------------------------------------------- | --------------- | ----------- |
| 1928 | Andre mannen                                       | Diktatorn Jules Romains                                 | Per Lindberg    | Dramaten    |
| 1928 | En kypare                                          | Ryktbarhet Arnold Bennett                               | Gustaf Linden   | Dramaten    |
| 1928 | Gärdsmyg                                           | Fåglarna Aristofanes                                    | Olof Molander   | Dramaten    |
| 1930 | En poliskonstapel                                  | Topaze Marcel Pagnol                                    | Gustaf Linden   | Dramaten    |
| 1930 | Geoffrey Trent                                     | Ungkarlspappan Edward Childs Carpenter                  | Olof Molander   | Dramaten    |
| 1931 | Biberg                                             | Thalias barn Tor Hedberg                                | Gustaf Linden   | Dramaten    |
| 1931 | Patrick                                            | Fadershjärtat W. Somerset Maugham                       | Alf Sjöberg     | Dramaten    |
| 1931 | Sempronius                                         | Karusellen George Bernard Shaw                          | Gustaf Linden   | Dramaten    |
| 1931 | Joe                                                | Pickwick-klubben František Langer efter Charles Dickens | Olof Molander   | Dramaten    |
| 1932 | Maurice                                            | Fröken Jacques Deval                                    | Olof Molander   | Dramaten    |
| 1932 | Tredje spelaren Josua                              | Guds gröna ängar Marc Connelly                          | Olof Molander   | Dramaten    |
| 1932 | Plom                                               | "Patrasket" Hjalmar Bergman                             | Gösta Ekman     | Vasateatern |
| 1933 | Andre adelsmannen                                  | Mäster Olof August Strindberg                           | Olof Molander   | Dramaten    |
| 1933 | Kain den sjätte Magikerkandidaten Ceremonimästaren | Guds gröna ängar Marc Connelly                          | Olof Molander   | Dramaten    |
| 1937 | Richard Emsley                                     | Ungdomen kommer med åren Seymour Hicks och Ashley Dukes | Gunnar Tolnæs   | Vasateatern |
| 1937 | Millesi                                            | I kärlek BC Ladislaus Bus-Fekete                        | Martha Lundholm | Vasateatern |

¨

### Radioteater
| År   | Roll           | Produktion            | Regi           |
| ---- | -------------- | --------------------- | -------------- |
| 1940 | Helmer, filare | 33,333 Algot Sandberg | Carl Barcklind |

### Fotnoter
1. ↑   Sveriges befolkning 1910 (Version 1.00). Riksarkivet. 2015. ISBN 978-91-87491-10-8
2. ↑  ”Bror Bügler”. Svensk Filmdatabas. http://www.sfi.se/sv/svensk-filmdatabas/Item/?type=PERSON&itemid=60313&ref=%2ftemplates%2fSwedishFilmSearchResult.aspx%3fid%3d1225%26epslanguage%3dsv%26searchword%3dbror+b%26type%3dPerson%26match%3dBegin%26page%3d1%26prom%3dFalse. Läst 2 juli 2012.
3. 1 2  Dödsfallsnotis i Dagens Nyheter 15 oktober 1975 (Genealogiska Föreningens klipparkiv).
4. ↑  ”SFI Bror Bügler, biografi”. http://www.sfi.se/sv/svensk-filmdatabas/Item/?type=PERSON&itemid=60313&iv=BIOGRAPHY. Läst 12 juli 2015.
5. 1 2  BERG-BUGLER, G ELISABETH, överläkare, Skälderviken i Vem är Vem? / Skåne, Halland, Blekinge 1966 / s 75.
6. ↑  Bröllopsnotis i Svenska Dagbladet 17 oktober 1937 (Genealogiska Föreningens klipparkiv).
7. ↑  Elgenstierna Gustaf, red (2002). Riddarhusets stamtavlor (Version 3.0). Stockholm: Riddarhusdirektionen. Libris 8846085 Friherrliga ätten Gyllenstierna af Lundholm nr 3. Sid 30. Tab 26.
8. 1 2   Sveriges dödbok 1901–2013 Swedish death index 1901-2013 (Version 6.0). Solna: Sveriges släktforskarförbund. 2014. Libris 17007456. ISBN 9789187676642
9. ↑  ”"Patrasket"”. Musikverket. http://calmview.musikverk.se/CalmView/Record.aspx?src=CalmView.Performance&id=PERF14404&pos=355. Läst 11 juli 2015.
10. ↑  ”Ungdomen kommer med åren”. Musikverket. http://calmview.musikverk.se/CalmView/Record.aspx?src=CalmView.Performance&id=PERF14227&pos=402. Läst 30 april 2016.
11. ↑  ”I kärlek....Bc”. Musikverket. http://calmview.musikverk.se/CalmView/Record.aspx?src=CalmView.Performance&id=PERF14236&pos=403. Läst 30 april 2016.
12. ↑  ”Radioprogrammet”. Dagens Nyheter:  s. 24. 29 september 1940. http://arkivet.dn.se/arkivet/tidning/1940-09-29/266/24. Läst 29 januari 2016.